# Kim Pusik
Kim Pusik (1075 – 1151) è stato un politico coreano.
Era il rampollo della nobiltà del regno di Shilla e membro del clan Gyeongju Kim. Dal 1136 al 1142 fu cancelliere e incaricato di sopprimere la rivolta di Myocheong. È conosciuto per aver realizzato il più antico testo di storia coreana.

## Carriera
Nel 1096 Kim passò l'esame per il servizio civile e fu nominato ufficiale nella prefettura di Anseo, successivamente fu selezionato per una posizione all'accademia di Lettere Hallimwon. Nel 1115 fu nominato all'ufficio delle rimostranze e scalò i ranghi della gerarchia del potere fino al 1124 quando fu nominato quarto segretario all'ufficio delle cerimonie e, due anni dopo, assistente ispettore generale.
Nel 1126 fu inviato in Cina e al suo ritorno, nel 1128, fu nominato terzo ministro delle finanze e successivamente cancelliere dell'accademia nazionale.

## Rivolta di Sogyong
Nel 1134 il monaco Myo Ch'ong provò a convincere il sovrano Inkong di spostare la capitale a Sogyong, odierna Pyongyang, ma al suo rifiuto si ribellò contro il re e si autodichiarò imperatore.
Kim e suo fratello furono incaricati di sopprimere la rivolta e punire i ribelli. Le armate sotto il comando di Kim ottennero grandi risultati al punto che Ch'ong offrì la resa in cambio del perdono. La resa fu negata e dopo un anno Pyongyang fu riconquistata militarmente e sottomessa di nuovo al controllo del sovrano.

## Samguk sagi
L'opera monumentale di Kim, Samguk sagi, fu pubblicata nel 1145 in 50 capitoli. È la più antica opera ufficiale di storia coreana oggi conservata. L'intero scritto si basa sul modello delle opere storiche ufficiali della Cina come il Shih.chi.
Lo scritto di Kim racconta la storia dei tre regni di Corea, i trattati e contiene sezioni di geografia, musica e biografie.